# Turnverein Fischbek von 1921 2014-2015
Questa voce raccoglie le informazioni riguardanti il Turnverein Fischbek von 1921 nelle competizioni ufficiali della stagione 2014-2015.

## Organigramma societario
Area direttiva
- Presidente: Christian Beutler

Area tecnica
- Allenatore: Dirk Sauermann
- Allenatore in seconda: Vaceslav Schmidt
- Assistente allenatore: Nina Braack, Knut Rettig, Alexander Stravs, Riikka Tiilikainen
- Scout man: Riikka Tiilikainen

Area sanitaria
- Fisioterapista: Katarina Ernst, Sarah Hospach, Jörn Schimkat

## Rosa
| N° | Nome                | Ruolo | Data di nascita   | Nazionalità sportiva |
| -- | ------------------- | ----- | ----------------- | -------------------- |
| 1  | Alexis Olgard       | C     | 27 maggio 1991    | Stati Uniti          |
| 2  | Kylin Muñoz         | S/O   | 8 agosto 1991     | Stati Uniti          |
| 3  | Lucille Charuk      | C     | 13 agosto 1989    | Canada               |
| 4  | Anna Hoja           | S     | 25 marzo 1992     | Germania             |
| 5  | Dana Cranston       | S     | 5 dicembre 1991   | Canada               |
| 7  | Nina Braack         | S/O   | 5 luglio 1993     | Germania             |
| 8  | Jennifer Lundquist  | P     | 10 settembre 1991 | Canada               |
| 9  | Veronika Kettenbach | P     | 10 gennaio 1992   | Germania             |
| 10 | Sara Shaw           | S     | 19 dicembre 1991  | Stati Uniti          |
| 11 | Saana Koljonen      | L     | 22 agosto 1988    | Finlandia            |
| 12 | Anisa Sarac         | C     | 5 giugno 1995     | Germania             |
| 13 | Laura Mathias       | L     | 28 febbraio 1995  | Germania             |
| 14 | Natalia Cukseeva    | S     | 22 gennaio 1990   | Germania             |